# 塔關山
塔關山，又名大關山，是台灣中央山脈南段主脊上著名高山關山東北側的山峰，標高3,222公尺，設有三等三角點編號7535（3221.899公尺），台灣百岳排名第72，位於臺東縣海端鄉利稻村與高雄市桃源區梅山里之間，玉山國家公園西南邊界，為南橫三星之中岳。塔關山位在中央山脈南段主脊「南台首岳」關山東北側約4公里處，山勢峭拔，坡度陡急，側有斷崖岩壁，故選為七峭之一，然其山形與山高尚比近旁的關山矮小，稱大關山容易誤解（如雪山與大雪山），故林文安在百岳定名時選定諧音塔關山，其西南側沿主脊接連恐龍尖山、鷹子嘴山和關山，西側隔著檜谷為庫哈諾辛山支稜，東北側連接塔關山北峰、關山埡口及向陽山。其特色為與關山之間，尤以恐龍塔至鷹子嘴山間，具有直落東側溪底的關山大斷崖，且因接近南橫公路，極易攀爬。